# Zhang Hong
Zhang Hong, född den 12 april 1988 i Heilongjiang, Kina, är en kinesisk skridskoåkare.
Hon tog OS-guld på damernas 1 000 meter i samband med de olympiska skridskotävlingarna 2014 i Sotji.